# Wuhan Center for Disease Control and Prevention
Das Wuhan Center for Disease Control and Prevention (WHCDC; chinesisch 武汉市疾病预防控制中心; deutsch Wuhan Zentrum für Krankheitskontrolle und -prävention) ist eine Behörde des Chinesischen Zentrums für Krankheitskontrolle und -prävention mit Sitz in Wuhan.

## Aufgaben
Zu den Aufgaben des Wuhan Center for Disease Control and Prevention gehören die lokale Prävention und Kontrolle von Krankheiten (insbesondere Infektionskrankheiten) analog den deutschen Gesundheitsämtern. Das Zentrum ermittelte als erstes das Virus SARS-CoV-2.

## SARS-CoV-2
Im Februar 2020 gab es Medienberichte, nach denen das SARS-CoV-2-Virus möglicherweise durch eine Unachtsamkeit in einem BSL-2 Labor des WHCDC freigesetzt worden sei. Die Medienberichte verweisen auf die Arbeit The possible origins of 2019-nCoV coronavirus von Botao Xiao und Lei Xiao, die durch die Internetzensur in der Volksrepublik Chinas zensiert wurde. Nach einer anderen Darstellung wurde die Studie bei ResearchGate hochgeladen und später von den Autoren zurückgezogen, weil sie keine direkten Belege für die Studie hätten. Die Studie beschreibt, dass die Wirtsfledermaus des SARS-CoV-2-Virus, die Java-Hufeisennase, in Wuhan nicht vorkomme, sondern nur in den mehr als 900 km entfernten Provinzen Yunnan und Zhejiang. Die Autoren beschreiben außerdem, dass Fledermäuse nicht als Lebensmittel auf dem Fischmarkt in Wuhan gehandelt würden. Das WHCDC liege etwa 300 m vom Huanan Market (Huanan Wholesale Seafood Market) entfernt.

### Vertiefende Studie
T. Andrew Levin: A Bayesian Assessment of the Origins of COVID-19 using Spatiotemporal and Zoonotic Data. No. w33428. National Bureau of Economic Research, 2025.